# Balada da Praia dos Cães (filme)
Balada da Praia dos Cães é um filme policial luso-espanhol de 1987, realizado por José Fonseca e Costa. Fonseca e Costa também assina o argumento da longa-metragem, com Pedro Bandeira Freire, José Antonio Larreta e o dialoguista Shawn Slovo, adaptando o romance policial homónimo da autoria do escritor José Cardoso Pires. A narrativa acompanha um complexo inquérito policial nos anos 60 liderado pelo Chefe de Brigada Elias Santana (interpretado por Raul Solnado) para determinar a origem do assassinato de um preso político. Balada da Praia dos Cães estreou comercialmente em Portugal a 12 de março de 1987 e em Espanha a 24 de abril do mesmo ano.

## Sinopse
No começo dos anos 60, entre as dunas da praia portuguesa do Guincho, a oeste de Lisboa, dois cães vadios põe a descoberto e rodeiam o cadáver de um preso político brutalmente assassinado. É identificado como sendo o do Capitão Luís Dantas, um oficial do exército revolucionário procurado pela polícia política, que fugiu da prisão militar do Forte de Elvas com dois companheiros de oposição ao regime salazarista e a colaboração de uma misteriosa mulher.
O acontecimento dá origem a um inquérito policial, não só para determinar a identidade do assassino como também a própria origem do crime. Apanhada de surpresa, a PIDE decide entregar o caso à Polícia Judiciária para que a opinião pública não os acuse de ter cometido o crime. O Chefe de Brigada Elias Santana da Polícia Judiciária, um homem solitário e beato, lidera a investigação. Acredita que o crime pode ter sido motivado por um ajuste de contas por questões políticas.
Mena, a bela jovem que colaborou com a fuga, entrega-se às autoridades. De interrogatório em interrogatório, o Chefe Santana vai penetrando nas personalidades dos suspeitos, reconstituindo e deduzindo o que se terá passado após a fuga do capitão, e o papel que Mena pode ter desempenhado. À medida que avançam as investigações, Elias vai intuindo uma violenta relação amorosa entre Mena e os foragidos.

## Elenco
- Assumpta Serna, como Mena de Ataíde;
  - Paula Guedes (Voz de Mena).[10]
- Raul Solnado, como Elias Santana.[11]
- Patrick Bauchau, como Capitão Luís Dantas;
  - Mário Viegas (Voz do Capitão Dantas).
- Sergi Matteu, como Arquiteto Fontenova;
  - José Jorge Duarte (Voz de Fontenova).
- Carmen Dolores, como D. Otília de Ataíde.
- Pedro Efe, como Cabo Barroca.
- Henrique Viana, como Otelo.
- Mário Pardo, como Roque;
  - António Feio (Voz de Roque).
- Cucha Carvalheiro, como Viúva.
- Melim Teixeira, como Condutor.
- Luís Santos, como Mordomo.
- Francisco Pestana, como Agente.
- F. Queiroga, como Inspetor Melo.
- Manuel Cavaco, como Vagabundo.

## Produção
Balada da Praia dos Cães é uma produção entre Portugal e Espanha, envolvendo as empresas produtoras Animatógrafo e Andrea Film, bem como a colaboração da Filmform e de Marcel d'Almeida. A longa-metragem contou com a participação financeira do Instituto Português de Cinema, RTP e do Instituto de la Cinematografía y de las Artes Audiovisuales.

### Argumento
O guião de Balada da Praia dos Cães é uma adaptação do o romance policial homónimo, publicado originalmente em 1982, da autoria do escritor José Cardoso Pires. Trata-se de uma versão ficcionada de um crime que ocorreu de facto durante a ditadura. A adaptação foi escrita por José Fonseca e Costa, Pedro Bandeira Freire e José Antonio Larreta. Shawn Slovo contribuiu para os diálogos do filme.

### Rodagem
As gravações do filme decorreram entre os meses de fevereiro e março de 1986. As cenas exteriores foram rodadas na Praia da Figueirinha (Serra da Arrábida) e o Palácio da Quinta da Comenda (Setúbal) acolheu gravações de interiores.

## Temas e estética

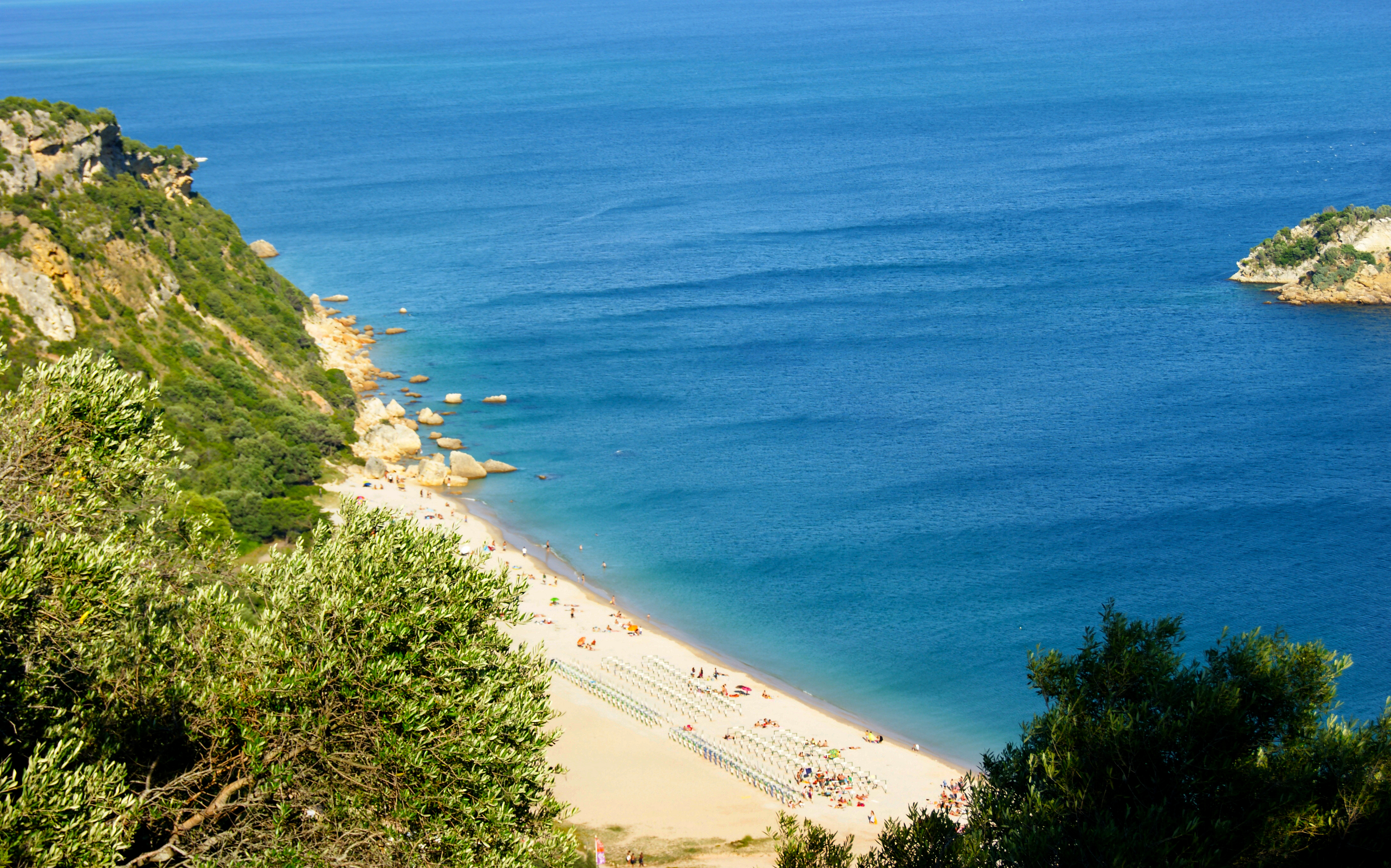
O travelling que abre o filme foi rodado na Praia da Figueirinha.

A longa-metragem abre com linhas de texto que compõem o contexto histórico da ação e contextualizam Portugal enquanto um país enclausurado pelo moralismo do Estado Novo. Segue-se uma das imagens mais marcantes da obra: um travelling na praia até junto dos cães que rodeiam o cadáver de Dantas. Fonseca e Costa pretendia que esta imagem servisse de metáfora para incursão do filme nas agruras do Portugal fascista.
O argumento é intercalado entre em dois momentos temporais: o que aconteceu antes da morte do Capitão Dantas e a linha de investigação encabeçada pelo Chefe de Brigada Santana. Para além disto, surgem cenas de reconstituição real e imaginada, ao que terá sucedido.

## Distribuição
Em Portugal, a longa-metragem estreou comercialmente a a 12 de março de 1987, no Cinema Nimas (Lisboa). Em Espanha, a estreia de Balada da Praia dos Cães ocorreu em Sevilha e Madrid, a 24 de abril do mesmo.
O filme contou com um lançamento em DVD em 2013, editado pela Satyricon.
A partir do dia 25 de setembro de 2020, a plataforma de streaming Filmin prestou homenagem a José Fonseca e Costa, ao adicionar seis dos seus filmes ao seu catálogo, entre os quais Balada da Praia dos Cães.

## Receção

### Audiência
O filme ganhou alguma atenção do público, dado o seu elenco, em particular Raul Solnado, popularizado como comediante. Ao longo do seu ciclo de exibições, Balada da Praia dos Cães foi visto por 81.995 espetadores em Portugal. Em Espanha, o filme totalizou 25.203 espetadores.

### Crítica
Esta adaptação é considerada por muitos, um dos melhores trabalhos do realizador José Fonseca e Costa, dada a eficácia do argumento. Entre eles está Francisco José Viegas (Correio da Manhã) que considera Balada da Praia dos Cães "um dos momentos altos da sua vida como realizador – e dos grandes momentos do nosso cinema." Jorge Leitão de Ramos (Diário de Lisboa) considera que o melhor deste argumento "está nessa mulher que Assumpta Serna encarna com comedida volúpia e mistério". Num texto sobre o filme, a Cinemateca Portuguesa destaca Raul Solnado: "no papel do inspetor, tem uma notável interpretação."

### Premiações
| Ano  | Premiação                                          | Categoria                               | Trabalho                                          | Resultado | Ref.   |
| ---- | -------------------------------------------------- | --------------------------------------- | ------------------------------------------------- | --------- | ------ |
| 1987 | Imagific                                           | Prémio da Melhor Interpretação Feminina | Assumpta Serna                                    | Venceu    | [ 13 ] |
| 1987 | Grande Prémio do IPC-Instituto Português de Cinema | Melhor filme                            | Balada da Praia dos Cães, António da Cunha Telles | Venceu    |        |
| 1988 | Se7es de Ouro                                      | Melhor Realização                       | José Fonseca e Costa                              | Venceu    | [ 21 ] |
| 1988 | Se7es de Ouro                                      | Melhor Fotografia                       | Acácio de Almeida                                 | Venceu    | [ 21 ] |
| 1988 | Se7es de Ouro                                      | Melhor Interpretação Masculina          | Raul Solnado                                      | Venceu    | [ 21 ] |
| 1988 | Se7es de Ouro                                      | Melhor Interpretação Feminina           | Carmen Dolores                                    | Venceu    | [ 21 ] |